# Собор Антонія і Феодосія (Васильків)
Собор Антонія і Феодосія — православний собор у місті Василькові Київської області, архітектурна домінанта міста, розташована на пагорбі серед давніх валів по вулиці Соборній, 61, зразок архітектури українського бароко.
Собор побудований в середині XVIII століття майстром-кріпаком Києво-Печерської лаври С. Д. Ковніром на замовлення лаврського архімандрита (за легендою, від васильківського собору до лаври прокладений підземний хід). 
Розміри храму 20 х 20 метрів, висота центрального куполу в інтер'єрі 28 метрів. Чотири бокові куполи увінчують квадратні приміщення між рукавами апсид. Вікна прикрашені фігурними наличниками. Характерною деталлю архітектури вважаються фронтони з карнизами подвійної кривизни (скульптор С. Тальянець). Будівля собору зовні нагадує Козелецький собор Різдва Богородиці. В інтер'єрі збереглися розписи Василя Бібікова. 
У 1961 році радянська влада закрила храм. До 1990 року його приміщення або використовувалось не за призначенням, або взагалі було без всякого догляду. У 1990 році, після попередніх реставраційних робіт, які тривали 8 років, храм відновив свою діяльність. 
Головна святиня — чудотворна ікона Божої Матері Триручниці.
Клірові відомості, метричні книги, сповідні розписи собору св.Антонія і Феодосія Печерських м-ка Васильків (приписні прис. Каплиця, Залізниц хут.) Київської сот. і п., з [1795] р. Київського пов. і нам., з 1797 р. Васильківського пов. Київської губ. зберігаються в ЦДІАК України. http://cdiak.archives.gov.ua/baza_geog_pok/church/vasy_011.xml [Архівовано 3 квітня 2019 у Wayback Machine.]

## Галерея

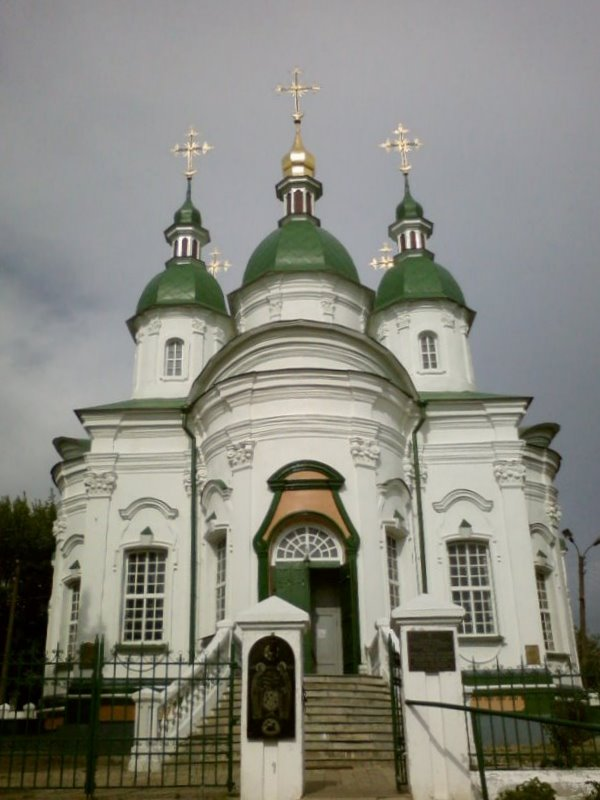
Головний вхід до храму
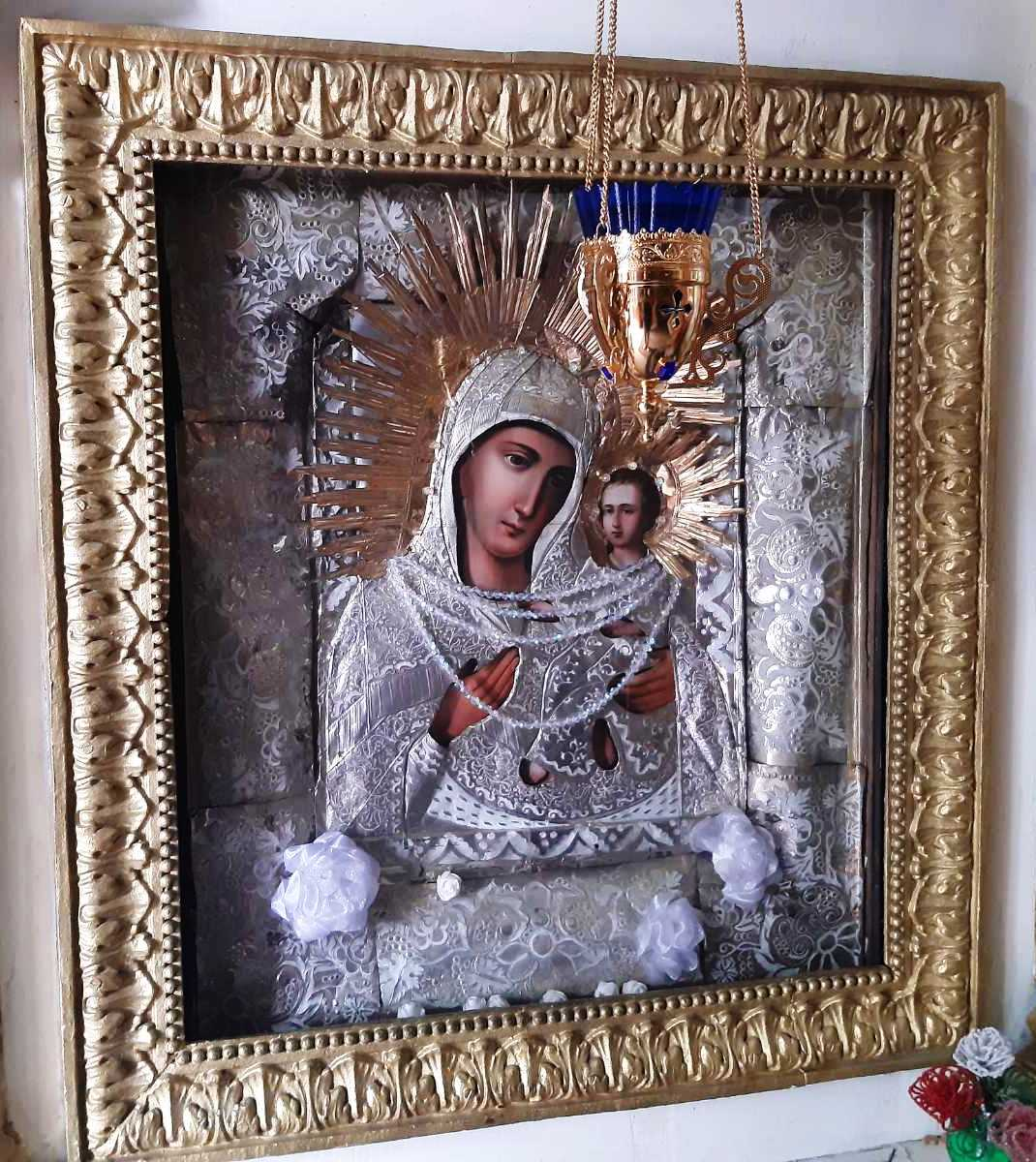
Ікона Божої матері з немовлям